# Ferdinand Dietz
Ferdinand Dietz, oppure Ferdinand Tietz (Holtschitz, 5 luglio 1708 – Memmelsdorf, 17 giugno 1777), è stato uno scultore tedesco.

## Biografia
Dietz svolse la sua attività soprattutto a Bamberga e a Würzburg, dove lavorò come artista di corte e conobbe le ultime opere di M. Braun, la cui arte caratterizzata dalla fantasia, dalla espressività e da elementi naturalistici fu importante per la sua formazione.
Quando arrivò a Würzburg nel 1736, si attivò per la decorazione della residenza del principe.
Si caratterizzò per la sua brillantezza, per il gusto grottesco e del paradosso, per vitalizzare le più fantasiose creazioni, per una tecnica consumata e prolissa, tendente a trarre vivaci effetti coloristici da un intenso e vigoroso frazionamento della superficie lignea.
Successivamente operò per la decorazione dei giardini del castello di Seehof (1747-1752) e dell'Orangerie di Schönbornlust (1754-1757).
In seguito si trasferì a Bamberga nel 1760 dove continuò a lavorare per Seehof fino al 1765 per dedicarsi poi alla sua opera più significativa, la decorazione dei giardini della residenza di campagna del vescovo a Veitshöchheim, vicino a Würzburg (1765-1768), una delle più esemplificative dell'arte rococò, in cui il mondo fantasioso di personaggi mitologici si tramuta in una immagine caricaturale della società del suo tempo.

## Opere
- Decorazione della residenza del principe di Würzburg nel 1736;
- Decorazione dei giardini del castello di Seehof (1747-1752);
- Decorazione dell'Orangerie di Schönbornlust (1754-1757);
- Decorazione dei giardini della residenza di campagna del vescovo a Veitshöchheim, vicino a Würzburg (1765-1768).

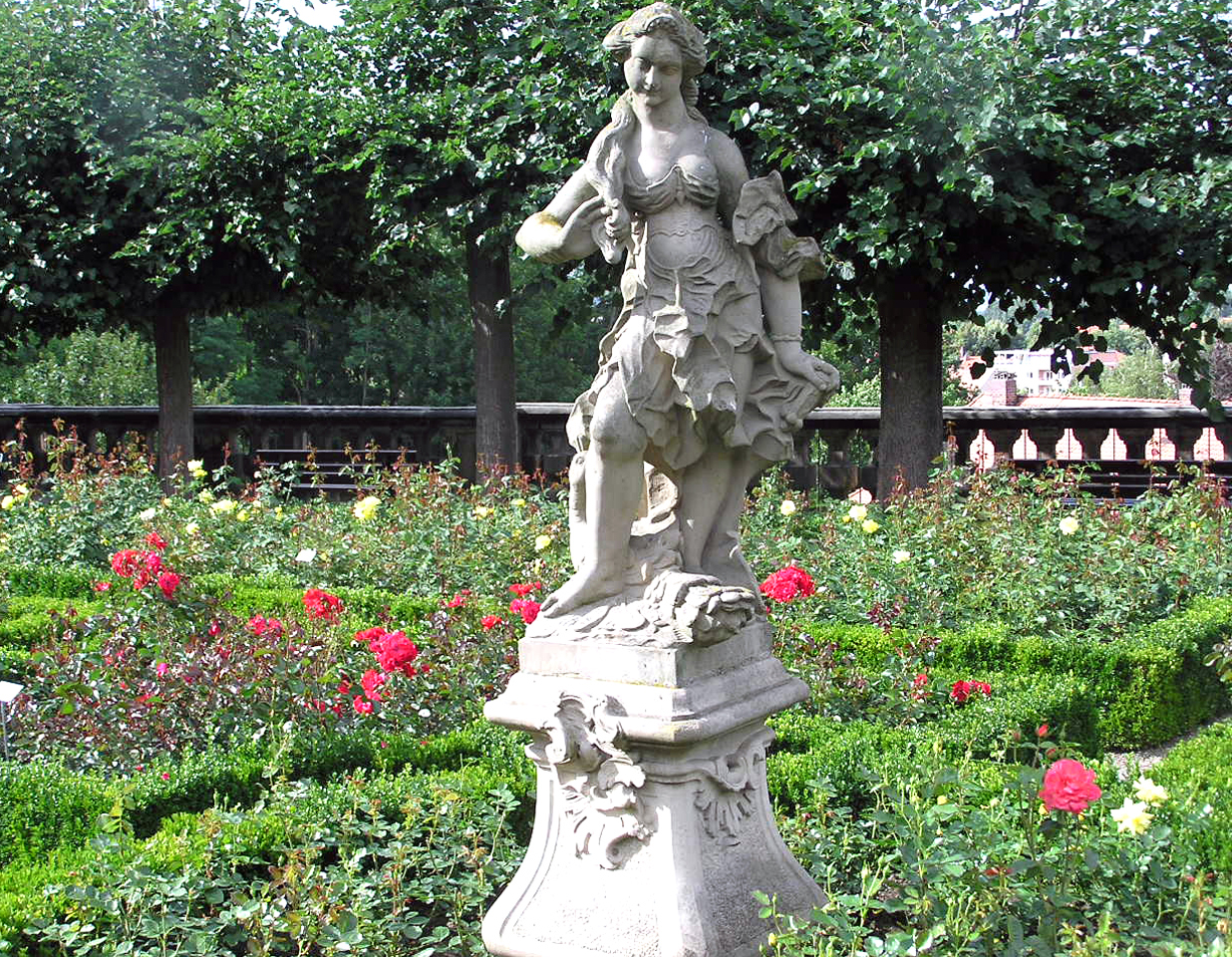
Statua nel giardino delle rose del palazzo dei principi vescovi di Bamberga
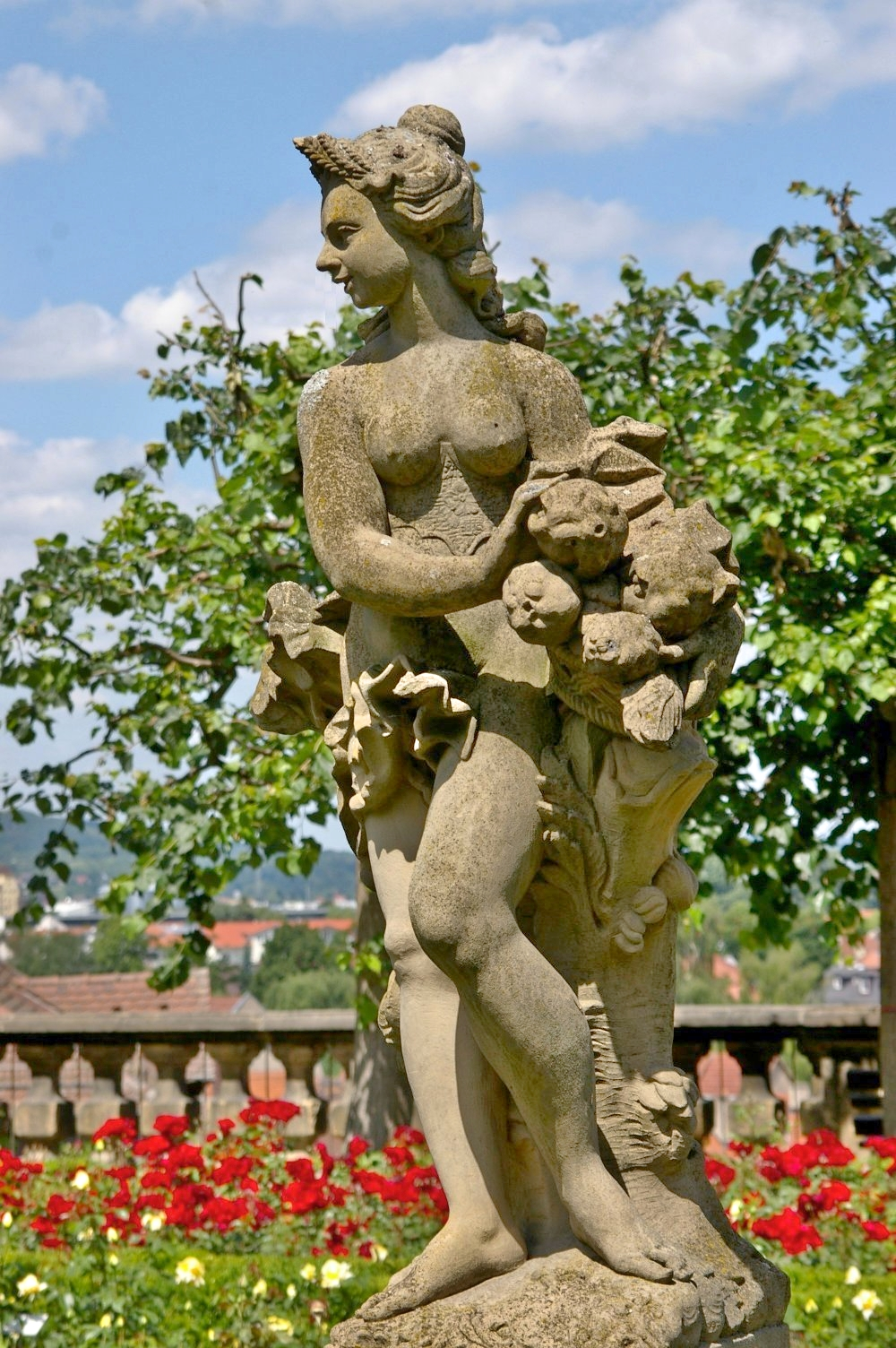
Statua della donna delle rose di Bamberga
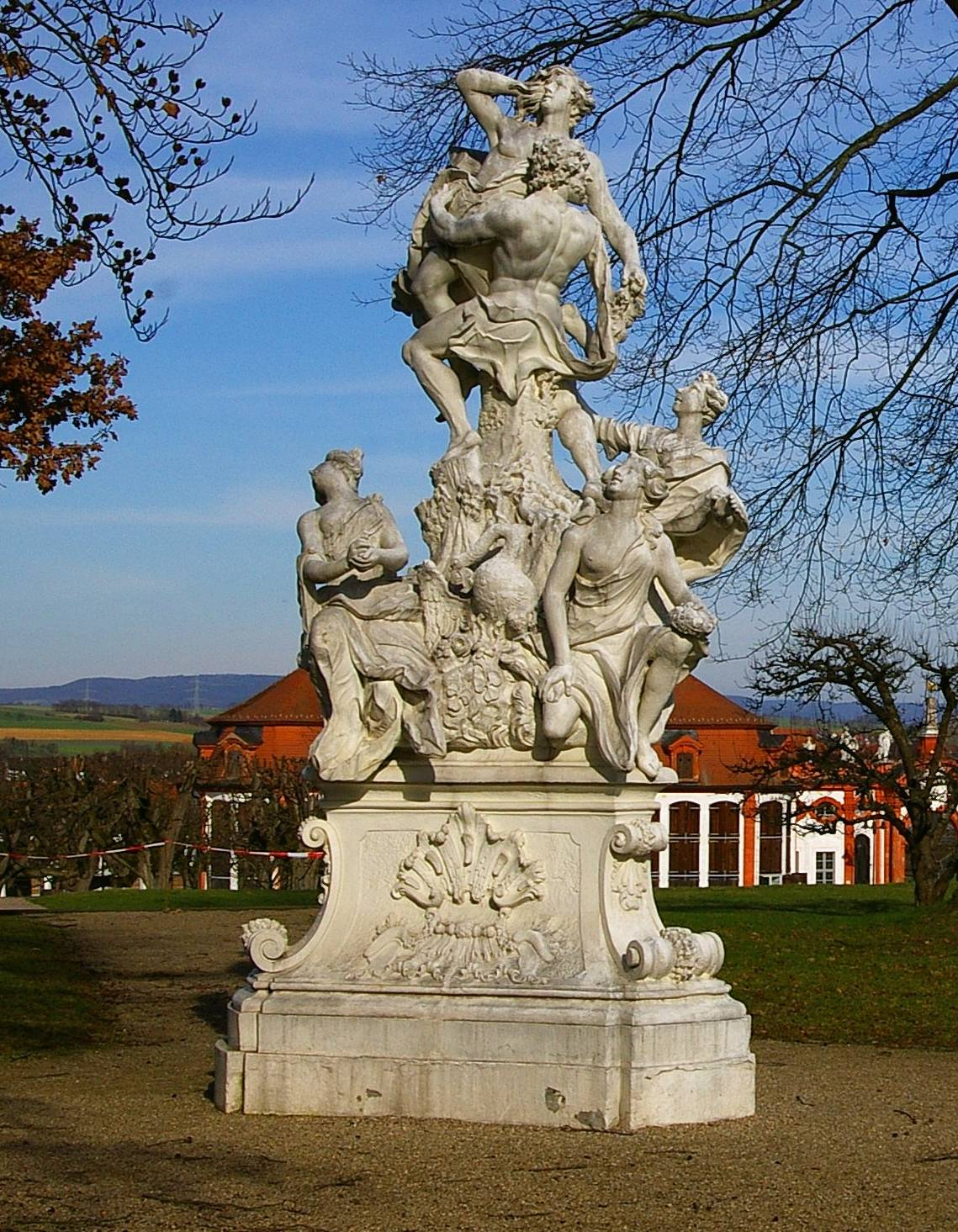
Statua del "Rapimento di Proserpina" al Castello di Seehof
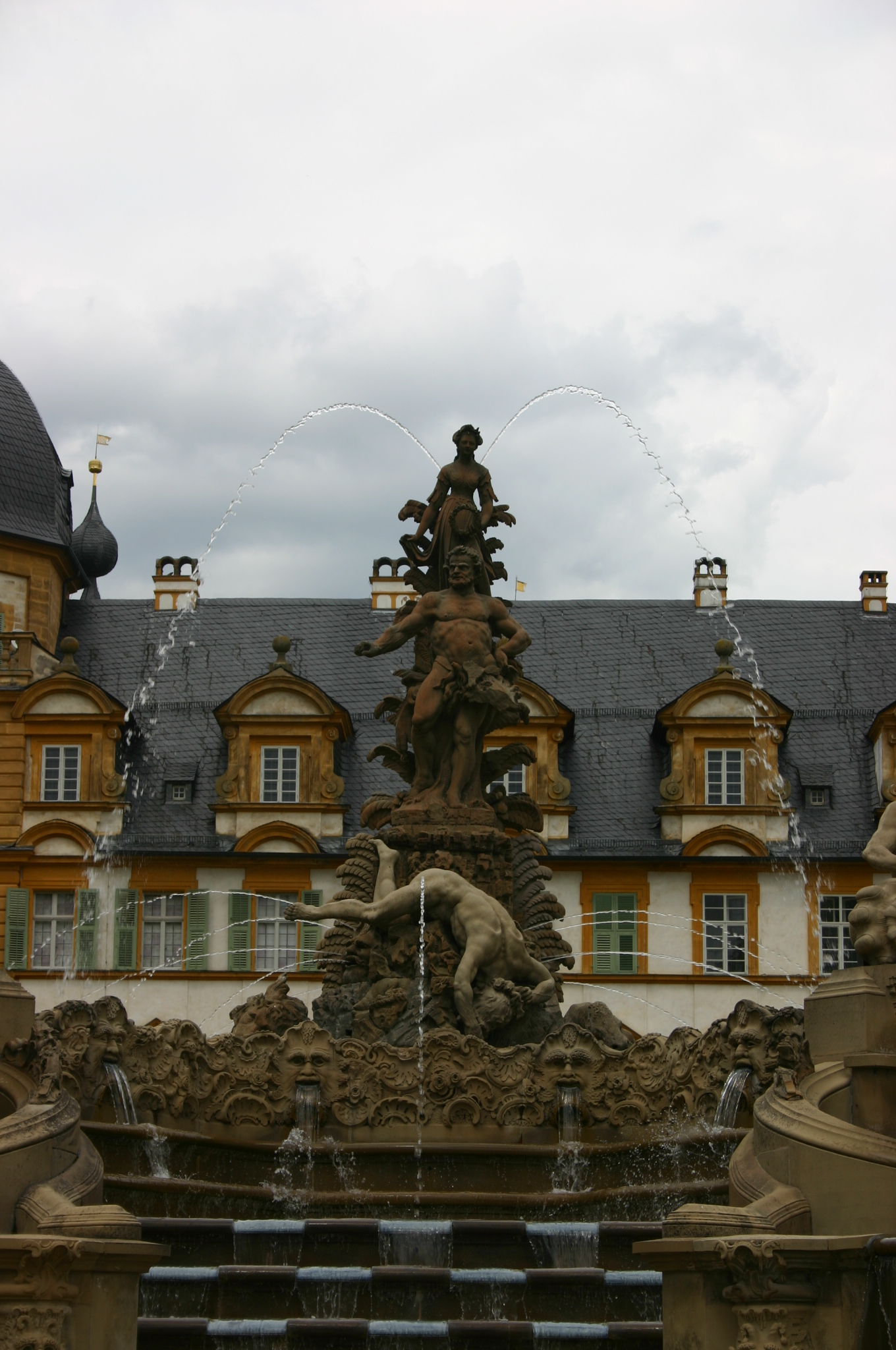
Fontaine d'Ercole al Castello di Seehof
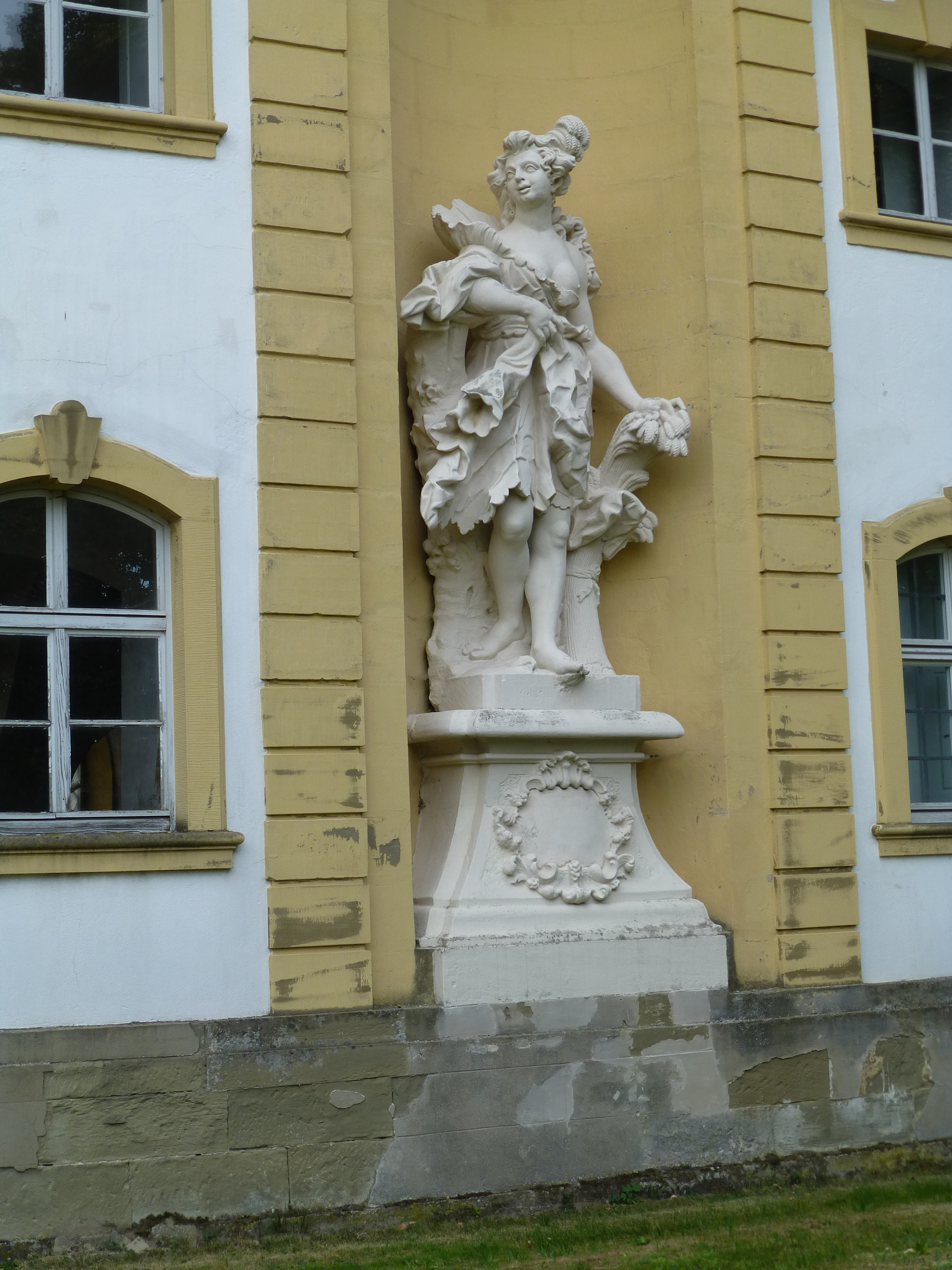
Tutta la grazia rococò al Castello di Ullstadt